# Грин, Джошуа (писатель)
Джо́шуа Грин (англ. Joshua M. Greene, также известен как Йоге́швара Да́са, IAST: Yogeśvara Dāsa; род. 4 июня 1950, Манхэттен, Нью-Йорк, США) — американский писатель, продюсер и режиссёр. Адъюнкт-профессор религиоведения в Университете Хофстра. Наиболее известен своими книгами и документальными фильмами о Холокосте и как автор «духовной биографии» Джорджа Харрисона «Здесь восходит солнце», в связи с выходом которой газета The New York Times назвала его «рассказчиком, прослеживающим путешествия к просветлению». В 1995 году его мультфильм People: A Musical Celebration был номинирован на премию «Эмми».
Является одним из старших учеников основателя Международного общества сознания Кришны (ИСККОН) Бхактиведанты Свами Прабхупады (1896—1977). Был участником кришнаитского ансамбля Radha Krishna Temple, выпустившего два хит-сингла («Hare Krishna Mantra» и «Govinda») и первый в истории музыки поп-альбом санскритских мантр The Radha Krsna Temple (1971). В 1970-е — 1980-е годы под своим духовным именем Йогешвара Даса регулярно публиковался в кришнаитском журнале Back to Godhead.

## Биография
Джошуа Грин родился и вырос на Манхэттене. Его родители развелись, когда он был ещё ребёнком. После окончания школы он поступил в Парижский университет, где изучал сравнительное литературоведение, специализируясь на французской литературе.
В 1969 году на Вудстокском фестивале он впервые встретил кришнаитов. В рождественские каникулы в том же году он поехал в Лондон, где посетил храм Радхи-Кришны, незадолго до этого открытый учениками Бхактиведанты Свами Прабхупады с финансовой поддержкой Джорджа Харрисона, который был в храме частым гостем. Грин вспоминает, что «мы были очень романтичными, идеалистами, наивным поколением, мы находились в поисках нашего собственного пути в мире, но наши родители не знали, как вести нас. Нашими гидами были такие популярные фигуры, как The Beatles». В это время, кришнаиты и Джордж Харрисон приступили к работе над первым в истории поп-альбомом санскритских мантр, The Radha Krsna Temple. Тамала Кришна Даса, узнав о том, что Дшоуа играет на клавишных для студенческого музыкального ансамбля в Парижском университете, предложил ему сыграть на фисгармонии. По возвращении в Париж, Джошуа «читал уже не Стендаля, а „Бхагавад-гиту“».
Спустя какое-то время Джошуа бросил учёбу в университете, побрил голову, оделся в шафрановые одежды и стал кришнаитским монахом-послушником. Получив от Бхактиведанты Свами Прабхупады духовное посвящение и санскритское имя «Йогешвара Даса», последующие 13 лет своей жизни Йогешвара провёл как монах в ашрамах Международного общества сознания Кришны (ИСККОН), где «обрёл готовую семью», которой у него не было в детские годы. По его собственным воспоминаниям, «совершенно внезапно у меня был очаг и дом, с сияющими, внимательными к моим нуждам, умиротворёнными братьями и сёстрами». В начале 1970-х годов Йогешвара Даса был лидером ИСККОН во Франции. В начале 1970-х годов Грин был руководителем ИСККОН во Франции.
После многих лет монашеской жизни, Джошуа Грин решил, что он уже «научился всему, чему хотел», и что пришло время притворить эти знания в жизнь в более широком масштабе. Однако, кроме познаний в индуистской литературе бхакти и выученных наизусть санскритских мантр, у него не было никаких профессиональных квалификаций и никто не хотел брать его на работу. В конце концов, его любовь к индуистским сказаниям и сказателям привела его на киностудию, занимавшуюся производством мультфильмов и фильмов для детей. В последующие годы, он написал сценарии для более чем 50 мультфильмов.
Затем он женился на Эстер Фортунофф из богатой еврейской семьи нью-йоркских предпринимателей, владевшей цепью магазинов Fortunoff. На свои деньги, семья финансировала создание при Йельском университете видеоархива, в котором собирались рассказы переживших Холокост евреев. Знакомство с архивными записями вдохновила Джошуа Грина на создание документального фильма «Witness: Voices From the Holocaust» и одноимённой книги.
После выхода фильма в эфир на американском телевидении, Грину позвонила вдова бывшего государственного обвинителя в процессе над нацистами концлагеря Дахау. В результате, Грин создал свой второй документальный фильм «Justice at Dachau: The Trials of an American Prosecutor», спродюсированный Discovery Communications. Вскоре после этого также вышла в свет и одноимённая книга.
В результате работы с материалами на тематику холокоста, Грин впал в депрессию и по совету жены следующую свою книгу написал о Джордже Харрисоне и его духовном пути.

## Книги
На английском
- Joshua M. Greene. Readings in Vedic Literature for Children / Illustrated by Jan Steward, Theresa Gorman, Patrick Wire. — 1st ed. — New York: Bala Books, 1977. — 62 p. — ISBN 0896470016.
- Yogeśvara Dāsa. The King Who Swept the Road. — New York: Bala Books, 1978. — 28 p. — ISBN 0896470024.
- Joshua M. Greene. Kaliya: King of Serpents / Artwork by Patrick Wire (Parasatya dāsa). — New York: Bala Books, 1979. — 16 p. — (Childhood Pastimes of Krishna). — ISBN 0896470091.
- Joshua M. Greene. Krishna: Master of All Mystics / Illustrated by Dominique Amendola (Dīrghā-devī dāsī). — Philadelphia, PA: Bala Books, 1981. — 16 p. — ISBN 0896470105.
- Joshua M. Greene. Shakshi Gopal: A Witness for the Wedding / Artwork by Tom Foley (Sādhana-Siddhi dāsa). — Philadelphia, PA: Bala Books, 1981. — 17 p. — ISBN 0896470113.
- Yogeśvara Dāsa & Jyotirmayī Devī Dāsī. A Gift of Love: The Story of Sudama the Brahmin / Adapted from the writings of His Divine Grace A. C. Bhaktivedanta Swami Prabhupada. — Lynbrook, N.Y.: Bala Books, 1982. — 32 p. — ISBN 0896470156.
- Yogeśvara Dāsa & Jyotirmayī Devī Dāsī. Gopal the Invincible / Adapted from the writings of  A. C. Bhaktivedanta Swami Prabhupada. — 1st ed. — Long Island, N.Y.: Bala Books, 1984. — 16 p. — ISBN 0896470172.
- Erik Jendresen & Joshua M. Greene. Hanuman: Based on Valmiki's Ramayana / Paintings by Li Ming. — Berkeley, California: Tricycle Press, 1998. — P. 40. — ISBN 1883672783.
- Joshua M. Greene & Shiva Kumar. Witness: Voices from the Holocaust / Foreword by Lawrence L. Langer. — illustrated. — New York: Free Press, 2000. — 270 p. — ISBN 0684865254.
- Joshua M. Greene. Witness: Voices from the Holocaust. — illustrated. — New York, NY: Simon & Schuster, 2001. — 304 p. — ISBN 0684865262.
- Joshua M. Greene. Hanuman: The Heroic Monkey God. — San Rafael, California: Mandala Publishing, 2003. — 95 p. — ISBN 1886069875.
- Joshua M. Greene. Justice at Dachau: The Trials of an American Prosecutor. — 1st ed., illustrated. — New York: Broadway Books, 2003. — 385 p. — ISBN 0767908791.
- Erik Jendresen & Joshua M. Greene. Hanuman: Based on Valmiki's Ramayana / Paintings by Li Ming. — illustrated. — Berkeley, California: Tricycle Press, 2004. — 40 p. — ISBN 1582461252.
- Joshua M. Greene. Here Comes the Sun: The Spiritual and Musical Journey of George Harrison. — illustrated. — London: Bantam, 2006. — 304 p. — ISBN 0553817965.
- Joshua M. Greene. Here Comes the Sun: The Spiritual and Musical Journey of George Harrison. — illustrated. — Hoboken, N.J.: John Wiley & Sons, 2006. — 307 p. — ISBN 047169021X.
- Joshua M. Greene. Here Comes the Sun: The Spiritual and Musical Journey of George Harrison. — reprint, illustrated, annotated. — Hoboken, N.J.: John Wiley & Sons, 2007. — 320 p. — ISBN 0470127805.
- Joshua M. Greene. Hanuman: The Heroic Monkey God. — Revised edition. — Mandala Publishing, 2009. — 96 p. — ISBN 1601090307.
- Joshua M. Greene. Gita Wisdom: An Introduction to India's Essential Yoga Text. — San Rafael, California: Mandala Publishing, 2009. — 121 p. — ISBN 1601090366.

На русском
- Джошуа Грин. Здесь восходит солнце: духовный и музыкальный путь Джорджа Харрисона. — Будущее Земли, 2006. — 400 с. — ISBN 5944320656.

На немецком
- Joshua M. Greene. George Harrison: Seine spirituelle und musikalische Wanderschaft / Aus dem Engl. übers. von Henning Dedekind. — 1. Aufl. — Höfen: Hannibal Verlag Gmbh, 2006. — 268 p. — ISBN 3854452713.

На французском
- Joshua M. Greene. Témoigner: paroles de la Shoah / Traduit de l'anglais par Robert Macia. — Paris: Flammarion, 2000. — 295 p. — ISBN 2080678949.
- Joshua M. Greene. Justice à Dachau / Traduit de l'anglais par Dominique Peters. — Paris: Calmann-Lévy, 2005. — 447 p. — ISBN 2702135536.
- Joshua M. Greene. Justice à Dachau / Traduit de l'anglais par Dominique Peters. — Ed. exclusivement reśervée aux adhérents du Club Le Grand Livre du Mois. — Paris: Grand Livre du Mois, 2005. — 447 p. — ISBN 2286009589.

На испанском
- Yogeśvara Dāsa. El rey que barrió el camino / Translated by Cecilla Arguita; illustrated by Rudolph Benno. — New York: Bala Books, 1978. — 28 p. — ISBN 0896470032.

На итальянском
- Joshua M. Green. Here comes the sun. Il viaggio spirituale e musicale di George Harrison. — Coniglio Editore, 2010. — 266 p. — ISBN 886063251X.